# Jordi de Siracusa
Jordi de Siracusa o Jordi Siracusà (Georgius Syracusanus) fou un autor grec de diversos himnes religiosos que figuren a la Menaea o “serveis pels sants” de l'església grega. Era bisbe de Siracusa vers el 663 i es pensa que havia estudiat literatura grega a Constantinoble. També va escriure una sèrie d'himnes per les festes de la Nativitat i l'Epifania conegudes com a Troparia.